# Aspalathus wurmbeana
Aspalathus wurmbeana är en ärtväxtart som beskrevs av Ernst Meyer. Aspalathus wurmbeana ingår i släktet Aspalathus och familjen ärtväxter. Inga underarter finns listade i Catalogue of Life.